# Antonio de Collantes y Bustamante
Antonio de Collantes y Bustamante (Reinosa, 1806-Madrid, 1865) fue un empresario minero y político español.

## Biografía
Nació el 10 de julio de 1806 en localidad de Reinosa, en la provincia de Santander. Estudió la carrera de jurisprudencia en la Universidad de Salamanca y la terminó en la de Valladolid, a los veintiún años de edad. Pasó a Madrid, donde presuntamente pretendía obtener una relatoría del Supremo Consejo de Castilla. En diciembre de 1833 fue nombrado corregidor de Arévalo y al año siguiente relator de la Audiencia de Burgos. Afín al liberalismo, colaboró en la prensa periódica y fue diputado a Cortes por la provincia de Burgos en cuatro ocasiones. En Valladolid fundó y dirigió El Boletín del Comercio y en Madrid fue redactor de El Eco del Comercio (1849), Las Novedades (1863), El Eco de la Ganadería y Escenas Contemporáneas.
Estuvo involucrado en la industria minera, en especial la de carbón, además de en la fabricación de vidrio y sulfato de sosa. Fundó con su hermano Luis tres establecimientos industriales en las provincias de Santander, Palencia y Burgos. Falleció en Madrid el 20 de junio de 1865, fechas por las que estaba organizando una empresa carbonera en Asturias.